# آن مرد اسب دارد
"آن مرد اسب دارد" فیلمی کوتاه در قالب مستند - داستانی است که مشکلات آموزشی دانش آموزان را در مناطق دوزبانه ایران روایت می‌کند که به کارگردانی محمدرضا فرطوسی و تصویر برداری عادل رضا پور تهیه شده‌است. این فیلم در یکی از روستاهای عرب‌نشین خوزستان تصویر برداری شده‌است.

پوستر فیلم مستند آن مرد اسب دارد

## نمایش در
نمایش فیلم " آن مرد اسب دارد " در دانشگاه گوتبرگ سوئد، جشنواره دانش با هدف معرفی فرهنگ‌های مختلف و کمتر دیده شده جهان با شرکت گروه‌های علمی و اساتید دانشگاه و هنرمندان عکاس و فیلمساز در ۱۰ می ۲۰۱۱ به مدت یک هفته برگزار کرد.